# Sexy Zone (單曲)
《Sexy Zone》是Sexy Zone的出道單曲。2011年11月16日由波麗佳音發售。

## 概要
標題曲《Sexy Zone》是『世界盃女子排球賽2011』的富士電視台系節目印象歌曲。以初回限定盤A・B・C・D和通常盤的5種形式發售。

## 收錄曲目

### 通常盤
1. Sexy Zone [5:08]
作詞：Satomi、作曲：馬飼野康二、編曲：CHOKKAKU
  - 『世界盃女子排球賽2011』印象歌曲
2. With you [4:11]
作詞：ケリー、作曲：DAICHI・Samuli Laiho、編曲：清水哲平
  - 『第64回春之高校排球』印象歌曲
3. I see the light〜僕たちのステージ〜 [4:19]
作詞：Makoto ATOZI・JOEY CARBONE、作曲：JOEY CARBONE、編曲：船山基紀
4. Sexy Zone -Inst.-
5. With you -Inst.-
6. I see the light〜僕たちのステージ〜 -Inst.-

### 初回盤
1. Sexy Zone
2. With you
3. Knock! Knock!! Knock!!! [3:18]
作詞：村野直球、作曲：Samuel Waermo・Didrik Thott・DAICHI、編曲：中西裕之
  - 只限初回盤D收錄

DVD
初回盤A
Sexy Zone（Music Clip）
初回盤B
Sexy Zone（Music Clip〜Close-up ver.）
初回盤C
Sexy Zone（Off Shot&Interview Movie）

## 備註
1. ↑  . オリコン. 2011-09-30  [2011-11-11]. （原始内容存档于2013-10-20）.
2. ↑  . オリコン. 2011-10-17  [2011-11-11]. （原始内容存档于2011-10-17）.
3. ↑  . デイリースポーツ. 2011-10-17  [2011-11-11]. （原始内容存档于2011-10-18）.
4. ↑  . hotexpress. 2011-10-17  [2011-11-11]. （原始内容存档于2014-07-14）.
5. ↑  . リッスンジャパン. 2011-10-17  [2011-11-11]. （原始内容存档于2014-04-18）.
6. ↑  . ナタリー. 2011-10-16  [2011-11-11]. （原始内容存档于2011-11-18）.

## 外部連結
- 波麗佳音介紹網站
  - 初回限定盤A
  - 初回限定盤B
  - 初回限定盤C
  - 初回限定盤D
  - 通常盤